# Adendorf
Adendorf è un comune di 10 094 abitanti della Bassa Sassonia, in Germania.

Appartiene al circondario (Landkreis) di Luneburgo (targa LG).

## Amministrazione

### Gemellaggi
- Saint-Romain-de-Colbosc, Francia, dal 1987
- Wągrowiec, Polonia, dal 2001
- Huittinnen, Finlandia, dal 2018